# Karabin maszynowy Madsen M1929
Madsen M1929 – duński ciężki karabin maszynowy skonstruowany w okresie międzywojennym. Była to wersja rozwojowa rkm-u Madsen M1903, podobnie jak on zasilana z magazynków, ale osadzona na podstawie trójnożnej. Madsen M1929 był w armii duńskiej oznaczony jako 8 mm Maskingevær M/1929. W chwili ataku niemieckiego na Danię w 1940 roku był to podstawowy ckm armii duńskiej.